# Etnomatematica

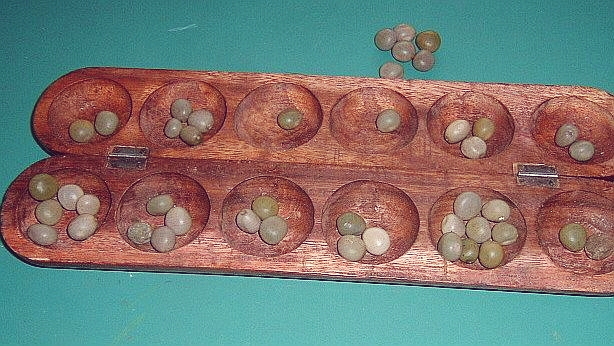
Bantumi o Kalaha, un gioco africano oggetto di studio etnomatematico.

L'etnomatematica è lo studio delle pratiche matematiche dei gruppi socioculturali. Benché sia caratterizzata da metodi simili a quelli dell'etnografia, i gruppi socioculturali cui rivolge la sua attenzione non consistono esclusivamente in comunità etnicamente intese o società di piccola scala, ma anche in gruppi interni alle società avanzate, come categorie professionali, collettività locali, tradizioni religiose, strati sociali e così via.
Gli etnomatematici ritengono che esistano diverse matematiche, ciascuna prodotta della cultura e della società che l'ha generata. Per studiarle occorre tenere conto della contestualizzazione culturale e storica.
Ciò contribuirebbe alla comprensione delle culture e allo stesso tempo alla comprensione della matematica.
Il termine Etnomatematica fu coniato dallo studioso brasiliano Ubiratan D'Ambrosio.

## Oggetto di studio
Gli argomenti di studio dell'etnomatematica comprendono i sistemi di numerazione, i metodi di conteggio, i sistemi di misura, i sistemi simbolici, le rappresentazioni dello spazio e del tempo, i metodi di disegno, le tecniche di raffigurazione, i metodi di costruzione, le procedure di calcolo, gli algoritmi per operazioni, le regole (esplicite o meno) di ragionamento, inferenza e deduzione, tutte le attività cognitive e materiali che possono essere tradotte in rappresentazioni della matematica formale, l'architettura, la tessitura, i giochi di matematica ricreativa, d'abilità e d'azzardo.

## Filoni
Si hanno due filoni di ricerca. Uno limita l'attenzione a piccole società, solitamente prive di espressione scritta, rifacendosi direttamente al campo dell'antropologia classica e dell'etnografia. La scoperta fondamentale di questi studi è la grande raffinatezza e l'elevata complessità che le pratiche matematiche possono raggiungere in questi contesti, in contrasto col pregiudizio di semplicità e puerilità di cui sono a lungo state fatte oggetto. Inoltre si evidenzia come sebbene comuni necessità trasversali a tutte le culture facciano sì che non ci siano popoli senza una qualche forma di matematica, le forme con cui si sviluppano strategie e teorizzazioni siano molto diversificate.
D'altro canto, secondo D'Ambrosio, il prefisso “etno” può essere riferito ad ogni tipo di gruppo (società nazionali, comunità professionali, tradizioni religiose, categorie sociali e così via). In tal senso l'etnomatematica ci riguarda tutti, perché studia gli aspetti matematici e logici delle strategie che, nella vita di ogni giorno, applichiamo per risolvere i problemi che ci si pongono innanzi. Si scopre allora che esse contengono tanta matematica espressa in diverse forme di ragionamento, della quale spesso non ci accorgiamo perché annidata in comportamenti che ci sembrano naturali e che sono codificati nelle nostre forme culturali.
Ad esempio una sfoglina bolognese che fa i tortellini da quando era bambina può tranquillamente ignorare che si sta servendo di alcune proprietà della pasta che un matematico accademico formalizzerebbe col linguaggio della topologia (oltre che di leggi fisiche e chimiche) e che ad ogni movimento delle sue dita sta risolvendo un problema di topologia, ma è probabile che di tali proprietà abbia una qualche percezione e consapevolezza (sebbene formalmente assai diverse da quelle del topologo professionista) e che nella sua testa ci siano addirittura dei modelli che le spiegano o in cui esse sono applicate.
Così una ricamatrice, un tessitore di reti da pesca, un vasaio, un artigiano che faccia le ceste di paglia, uno spacciatore o un cardiochirurgo: tutti costoro applicano leggi che un matematico tradurrebbe nel linguaggio dell'algebra, della geometria o della teoria dei giochi, solo per fare qualche esempio. E quando si dovesse parlare con uno di loro di cose che non hanno direttamente a che vedere con le attività citate, ma che coinvolgono altri aspetti matematici (misure, temperature, quantità, bollette da pagare…) ecco che probabilmente essi esprimerebbero ragionamenti che tradirebbero caratteristiche di quelle concezioni e di quei modelli.